# Per Brahe
Per Brahe (18. února 1602 zámek Rydboholm – 12. září 1680 zámek Bogesund) byl švédský šlechtic, politik a voják a regent Švédska, který však silně ovlivnil zejména finské dějiny jako generální guvernér Finska, které v první polovině 17. století značně kulturně a ekonomicky pozvedl.

## Život
Pocházel z velmi vlivné hraběcí rodiny. Poté, co si dokončil vzdělání několikaletým cestováním po Evropě, se stal v roce 1626 komorníkem krále Gustava II. Adolfa, jehož trvalé přátelství si získal. Bojoval v Prusku během posledních tří let války s Polskem (1626–1629) a také jako plukovník koňského pluku v roce 1630 v Německu. Od roku 1630 byl členem Říšské rady (Riksrådet). V roce 1635 vedl jednání o příměří s Polskem (smlouva ve Stuhmsdorfu). V letech 1637–1640 a znovu 1648–1654 byl generálním guvernérem Finska. Guvernérský post zastával době, kdy Švédové potřebovali finské jednotky pro boje třicetileté války a odměňovali se Finsku za jejich kvalitní služby. Per Brahe tudíž inicioval a financoval řadu významných kulturních projektů, jako bylo založení první finské univerzity v Turku, Královská akademie, roku 1640, nebo vydání celé Bible ve finštině v roce 1642. Reformoval rovněž celou státní správu, zavedl poštovní systém, založil deset nových měst a rozvinul obchod. Ještě dnes úsloví „kreivin aikaan“ („v době hraběte“) znamená ve finštině zhruba „ve správný čas“ nebo „v dobrých časech“. Po smrti krále Karla X. Gustava v roce 1660 se stal nakrátko regentem, měl přitom úplnou kontrolu nad zahraničními i domácími záležitostmi, na rozdíl od regentství v letech 1632–1644 během nezletilosti královny Kristýny, kdy byl jen jedním z členů regentské rady.
Někdy je uváděn jako Per Brahe mladší, pro odlišení od svého děda, který byl rovněž členem Říšské rady.